# مجموعه ابر رو مارافسای
مجموعه ابر رو مارافسای یا مجموعه ابر رو افیوچی (انگلیسی: Rho Ophiuchi cloud complex) مجموعه‌ای از ابرهای بین‌ستاره‌ای با سحابی‌های مختلف است، به‌ویژه یک سحابی تاریک که در مرکز ۱ درجه جنوب ستاره رو مارافسای قرار دارد که در میان سایرین از صورت فلکی مارافسای به آن امتداد دارد. در فاصله تخمینی حدود ۱۴۰ پارسک یا ۴۶۰ سال نوری، یکی از نزدیک‌ترین مناطق ستاره ساز به منظومه شمسی است.
این ابر یک ناحیه زاویه‌ای ۴٫۵ × ۶٫۵ درجه بر روی کره آسمان را می‌پوشاند و از دو ناحیه اصلی گاز و غبار متراکم تشکیل شده است. اولی شامل یک ابر ستاره ساز (L1688) و دو رشته (L1709 و L1755) است، در حالی که دومی دارای یک منطقه ستاره ساز (L1689) و یک رشته (L1712-L1729) است.